# S1 (Polen)
De S1 (E75) is een snelweg in het zuiden van Polen. De route vormt een noord-zuidverbinding van Pyrzowice naar Zwardoń aan de grens met Slowakije. Verschillende secties hebben nog niet de snelwegenstandaard. In 2011 was de snelweg ca. 120 kilometer lang.
De S1 komt voort uit het knooppunt Pyrzowice dat de snelweg verbindt met een andere snelweg, namelijk de A1. De weg gaat in Slowakije over op de D3.

## Plaatsen langs de S1
- Dąbrowa Górnicza
- Sosnowiec
- Mysłowice
- Tychy
- Bielsko-Biała
- Żywiec

## Verloop route
De S1 begint zijn route boven stedelijk gebied, waarna hij zijn weg vervolgt ten oosten van het Silezisch stedengebied. Dit gebied is de grootste agglomeratie in Polen met als grootste stad Katowice. Daarna komt de weg ten zuiden van de agglomeratie nog een paar andere steden tegen. Na de stad Bielsko-Biała loopt de weg door heuvelachtig en later bergachtig gebied in de Poolse Tatra, onderdeel van de Karpaten. Kenmerkend zijn de kronkelende wegen (vaak enkelbaans). In de bergen eindigt de S1 en is de grens met Slowakije.
A1 · A2 · A4 · A6 · A8 · A18 · A50
S1 · S2 · S3 · S5 · S6 · S7 · S8 · S10 · S11 · S12 · S14 · S16 · S17 · S19 · S22 · S50 · S51 · S52 · S61 · S74 · S79 · S86